# Bahnhof Almaty-1

Der Bahnhof Almaty-1 (kasachisch Алматы-1 стансасы, russisch железнодорожный вокзал Алматы-1) ist einer von zwei großen Bahnhöfen der kasachischen Großstadt Almaty. Betrieben wird er von der staatlichen kasachischen Eisenbahngesellschaft Kasachstan Temir Scholy.
Mit seinen 2.500 Reisenden täglich ist er einer der am meisten frequentierten Bahnhöfe Kasachstans.

## Lage
Der Bahnhof ist ein Durchgangsbahnhof und befindet sich im Norden der Stadt. Die Orientierung des Bahnhofes verläuft in Ost-West-Richtung.
Der Bahnhof soll durch den U-Bahnhof Turksib der geplanten Linie 2 der Metro Almaty mit der Innenstadt verbunden werden.

## Verbindungen
Der Bahnhof Almaty-1 ist neben dem Bahnhof Almaty-2 einer der wichtigsten Bahnhöfe im Süden Kasachstans und liegt an der Turkestan-Sibirischen Eisenbahn.
Im Inland werden Verbindungen nach Schymkent, Semei, Aqtöbe, Qaraghandy, Qostanai, Petropawl, Pawlodar, Atyrau, Qysylorda, Oral, Schesqasghan und in die Hauptstadt Astana angeboten.
Daneben bestehen auch Verbindungen ins benachbarte Russland. Hier befinden sich die russische Hauptstadt Moskau, Nowosibirsk, Jekaterinburg und Nowokusnezk unter den angebotenen Verbindungen.
Zudem gibt es einige Verbindungen nach Zentralasien. In Usbekistan nach Nukus und in die Hauptstadt Taschkent und in Kirgisistan nach Bischkek.